# Miquel Borrell i Sabater
Miquel Borrell i Sabater (Santa Coloma de Farners, 1953). Historiador i escriptor. Mestre, Llicenciat en Geografia i Història i Doctor cum laude en Història Moderna per la Universitat de Girona. És membre del Centre de Recerca d'Història Rural de la Universitat de Girona, de la Societat Catalana d'Estudis Històrics (Institut d'Estudis Catalans) i de la junta del Centre d'Estudis Selvatans. Especialista en temes de marginació infantil i divulgació del patrimoni gironí. L'any 1995 presentà la seva tesi doctoral Néixer per a morir: Orfes, dides i hospicians al set-cents gironí. Ha escrit multitud d'articles en revistes especialitzades (Revista de Girona, Revista Ressò, Quaderns de la Selva, Estudis del Baix Empordà) i una quarantena de llibres sobre temes històrics, de patrimoni i de divulgació.

## Premis[calcitació]
- La marginació a la comarca de La Selva en el segle XVIII: els expòsits o fills de la ventura, Vallgorguina (1998), Premi de recerca Històrica Narcís Saguer 1997
- Llicència anual retribuïda de la Generalitat de Catalunya per investigar el tema Caritat, Beneficència i Solidaritat (XVIII-XX) (1998-1999)
- 1992, (2018), novel·la guanyadora Premi Novel·la Curta Poble de Barxeta 2015
- Sense Bressol. Memòries d'una borda, XLII Premi de Narrativa Curta «25 d’Abril» Vila de Benissa 2022

## Publicacions

### Obres sobre marginació i pobresa
- Pobresa i marginació a la Catalunya il·lustrada: dides, expòsits i hospicians (2002)
- Caritat, beneficència, solidaritat: l'hospital de Sant Feliu de Guíxols (segles XIV-XX) (2005)
- Hospicis i hospitals de pobres, (2007)

### Història
- Santa Coloma de Farners al segle xviii, (1997)
- El Cercle Cultural Colomenc: El Círcol (1998)
- El Parc de Sant Salvador, (1999)
- El Balneari Termas Orion,(1999) .
- L'ensenyament a Santa Coloma de Farners, 1700-2000, (1999)
- Riudarenes al segle xviii, (2000)
- Els 20 més 1 anys de l'institut d'Anglès, (2000)
- Notícies històriques i apòcrifes de Santa Coloma de Farners,(2000) amb Dolors Noguer
- Visions de Santa Coloma de Farners, (2001)
- Verdaguer i Gaudí: Capricis, (2002), amb Xavier Garcia i Dolors Noguer
- El Coro de Farners 1903-2003. (2003)
- L'ensenyament a Riudarenes segles XIX-XX, (2004)
- Memòria Gràfica 1939-1979: Santa Coloma de Farners, (2005)
- Memòria Gràfica 1939-1979: Riudarenes, (2005)
- El camí ral de Girona a la Tordera, (2005) amb Joan Llinàs, Narcís Figueras, Jordi Merino i Elvis Mallorquí
- Visions: Sant Feliu de Guíxols, (2006) amb Àngel Jiménez i Verònica Garcia
- Enciclopèdia Farnesenca, (2006)
- La Selva per a petits i grans, (2007) amb Isabel Mestres
- Trias, cent anys de galetes (2008)
- Massaneda, (2010)
- Història de la Selva, (2011) capítol de l'Edat Moderna,
- Santa Coloma a l'edat moderna. Segles XVI, XVII i XVIII, (2011)
- El Gironès per a petits i grans, (2011) amb Isabel Mestres
- Sant Feliu de Guíxols: des dels orígens llegendaris al segle xxi, (2012)
- Homes i dones de La Selva, Diccionari biogràfic, (2012)junt amb altres autors
- coordinats per Narcís Figueras i Joan Llinàs.
- Ens ho hem passat bé: Memòries d'un professor d'història fill, net i nebot de botigueres, (2015)
- Biografia de Catalunya, (2019)
- 2020 Cent anys de la nostra escola. Sant Salvador d’Horta (DDAA)
- 2022 Joan de Serrallonga, el bandolerismo catalán del Barroco
- 2022 Els cent anys del Futbol Club Esportiu Farners
- 2023 Sense bressol, memòries d’una borda, Premi Novel·la Curta poble de Benissa, eds Viena

### Patrimoni
- Farners i el Rocar: ermites, esglésies i monestirs, (2000)
- Ermites panoràmiques, (2006)
- Cales de la Costa Brava, (2006)
- Passejades: Santa Coloma de Farners, (2006)
- Ermites encisadores, (2006)
- Les terres gironines: Escultures a la via pública, (2006)
- Portes, panys i forrellats a les terres gironines, (2008)
- Indrets i personatges catalanistes, (2009)
- Els camins de Sant Jaume i de Santiago, (2010)
- El Camino de Santiago. Esculturas-Sculptures, (2010)
- Guía culta del Camino de Santiago: del Mediterráneo al Atlántico, (2011)
- S'Agaró i Sant Pol, les perles de la Costa Brava, (2016)
- 2017 S'Agaró Sant Pol, Las perlas de la Costa Brava- The pearls of the Costa Brava,(2017)